# Brunch
Pour les articles homonymes, voir Brunch (homonymie).

Le brunch, quoiqu'à composition très variable, est généralement plus substantiel qu'un simple petit déjeuner.

Un brunch (/bʁœntʃ/ ; prononcé en anglais : /bɹʌntʃ/), également appelé déjeuner-diner[Où ?][réf. nécessaire], est un type de repas qui se prend entre la fin de la matinée et le début de l’après-midi, et qui combine des plats et boissons typiques des premier et second repas de la journée, en commençant généralement par le sucré. Le terme brunch est un mot-valise anglais, combinant les mots breakfast (repas du matin) et lunch (repas du midi). Il se présente souvent sous la forme d’un buffet où chacun vient se servir en fonction de ses goûts et de son appétit.
Le brunch trouve son origine aux États-Unis, avant d’être introduit au Royaume-Uni, à la fin du XIXe siècle. Il apparaît en France dans les années 1980. En France, de nombreux cafés, hôtels et restaurants proposent des brunchs, en particulier le weekend.
À New York, le brunch est plutôt un déjeuner pris dans l’après-midi et accompagné traditionnellement de champagne et de cocktails, comme le bloody mary et le bellini.[réf. souhaitée]

## Composition

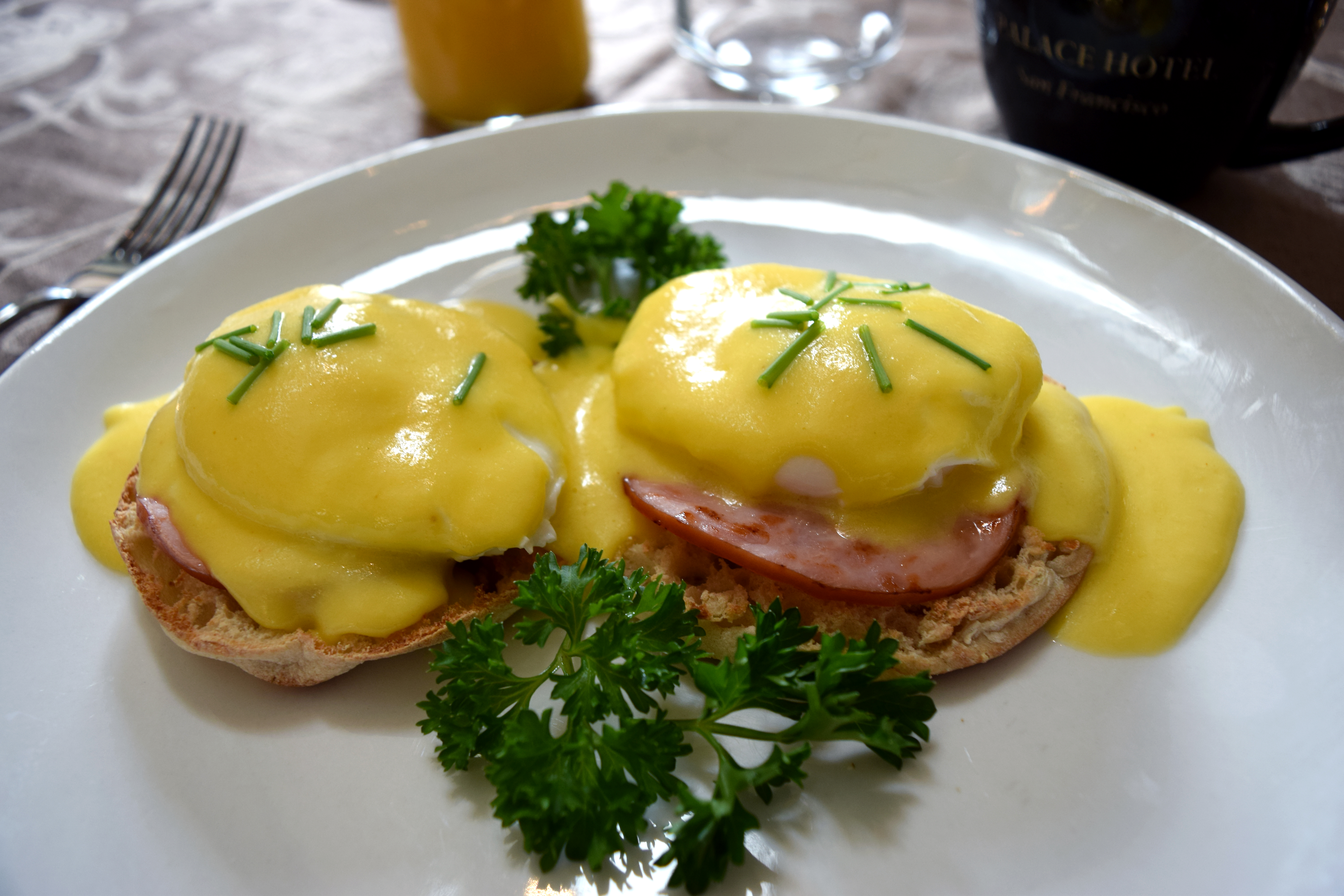
Oeufs Bénédicte avec du bacon, servis sur un muffin anglais, et accompagnés de sauce hollandaise.

On trouve sur la table du brunch les éléments sucrés du petit déjeuner continental : thé, café, chocolat, jus de fruits pour les boissons, ainsi que viennoiseries, toasts, tartines de pain, beurre, confitures, miel. Sous l’influence anglo-saxonne, on trouve également des crêpes ainsi que des céréales à manger avec du lait, yaourts, mais surtout des plats salés, l’élément central étant l’œuf, souvent servi brouillé, parfois en omelette ou au plat, et accompagné de fromage ou de bacon, tels que les œufs bénédicte. On propose aussi des saucisses, parfois des rôtis, des salades, des volailles (poulet), des poissons froids (maquereau, hareng, rollmops, saumon fumé), des tartes salées (quiches), des fromages et des salades de fruits frais.
En fait, n’importe quel type de plat moyennement élaboré peut trouver sa place sur la table du brunch, notamment des spécialités régionales (comme le jambalaya en Louisiane). Des pains variés sont également disposés.

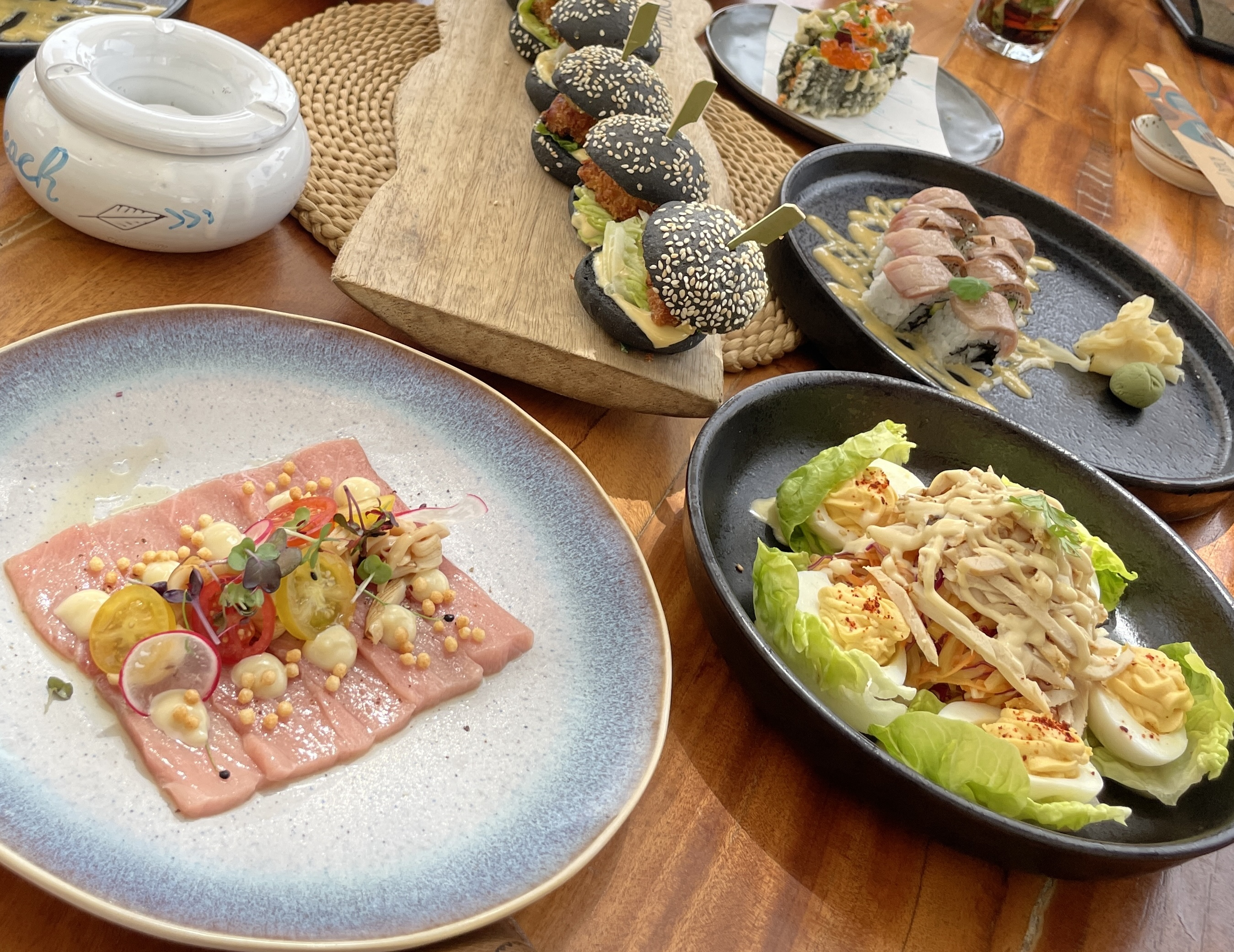
Brunch au Nikki Beach Dubai

Les boissons accompagnant ce repas sont généralement le jus d'orange, le café, tout type de soda, ou encore le cocktail mimosa (moitié jus d'orange, moitié champagne).
Enfin, on propose aussi des desserts. Aux États-Unis, on inclut souvent un cheesecake, mais des tartes aux fruits, des cakes (salé ou sucré) et des pâtisseries en tous genres (brownies, éclairs, cookies, cupcake, etc.), sont également populaires.

## Langue française
Le mot brunch étant un anglicisme, la « Commission de terminologie du ministère des Finances » s’est prononcée contre l’emploi du mot, recommandant le terme « déjeunette », voire « grand petit déjeuner », ou « petit déjeuner-déjeuner », lesquels ne sont que peu utilisés. Par contre, le terme « déjeuner dinatoire » est usité dans certaines régions, « déjeuner » désignant le premier repas de la journée.
L'Office québécois de la langue française remarque que l'utilisation du terme « brunch » s'est répandue au détriment de l'usage de « déjeuner dinatoire » et constate l'existence au Québec du synonyme « déjeuner-dîner ».